# 特別輸出入港
特別輸出入港是台灣日治時期的行政区划。1899年，臺灣總督府因為臺灣各地的居民請求延續過去與中國的貿易，因此指定8個地區性的「特別輸出入港」，也就是所謂的「特別開場港」(另外兩種是一般開場港及不開場港)。特別輸出入港分別是舊港(新竹)、後壠（後龍）、梧棲（塗葛窟）、鹿港、下湖口（北港溪）、東石港、東港、媽宮（馬公）等八口岸。